# John Murray, I duca di Atholl
John Murray, I duca di Atholl (Knowsley, 24 febbraio 1660 – Huntingtower Castle, 14 novembre 1724), è stato un nobile, politico e ufficiale scozzese.

## Biografia
Era il figlio primogenito di John Murray, I marchese di Atholl, e di sua moglie, Lady Amelia Stanley, figlia di James Stanley, VII conte di Derby. Studiò alla St. Andrews University.

## Carriera
Egli venne creato conte di Tullibardine da Guglielmo III d'Inghilterra, nel 1696, e duca di Atholl dalla regina Anna, nel 1703.
Egli era un sostenitore di Guglielmo III durante la Gloriosa Rivoluzione, prestando giuramento di fedeltà nel settembre 1689, ma non fu in grado di impedire ad alcuni membri del suo clan di unirsi a Lord Dundee sotto il comando del baillie di suo padre, Stewart di Ballechin. Lord Murray pose l'assedio alla casa ancestrale della sua famiglia, il castello di Blair, che Ballechin aveva fortificato e tenuto per il re Giacomo II, ma pose fine all'assedio pochi giorni prima della battaglia di Killiecrankie.
Nel 1693 è stato nominato come uno dei commissari per l'inchiesta sul massacro di Glencoe. Nel 1695, venne nominato sceriffo di Perth. Nel 1696 fu nominato conte di Tullibardine e divenne segretario di Stato, Lord High Commissioner to the Parliament of Scotland (1696-1698). Con l'adesione della Regina Anna nel 1702, è stato nominato Consigliere della Corona, e nel 1703 divenne Custode del Sigillo Privato di Scozia. Nello stesso anno succedette al padre come II marchese di Atholl e nel giugno 1703 è stato creato Duca di Atholl, marchese di Tullibardine, conte di Strathtay e Strathardle, visconte di Balquhidder, Glenalmond e Glenlyon e Lord Murray, Balvenie e Gask.
Nel 1704 Lord Lovat organizzò un tentativo di complotto contro la regina Anna, coinvolgendo il duca di Queensberry. L'intrigo venne divulgato da Robert Ferguson e Atholl ha inviato un memoriale alla regina sull'argomento, che ha provocato la caduta di Queensberry. Ma la vicenda ebbe un effetto dannoso sulla carriera di Murray, privandogli del mandato nel mese di ottobre 1704. Successivamente divenne un forte antagonista del governo e della successione degli Hannover. Dopo il voto per l'Unione, accettò un compenso di 1.000 sterline per la retribuzione arretrata dei servizi che gli erano dovuti.
Con la caduta dei Whigs e l'avvento al potere dei Tories, Murray riprese la scena. Fu scelto come pari rappresentativo alla Camera dei Lord nel 1710 e nel 1712 fu riportato alla carica di Alto Commissario e Custode del Sigillo Privato.
Con l'adesione di Giorgio I fu nuovamente licenziato dall'incarico. Tre dei suoi figli si unirono ai giacobiti nella ribellione del 1715, compreso il figlio maggiore che fu successivamente attaccato e rimosso dalla successione al titolo, ma lo stesso Murray rimase fedele al governo. Nel giugno 1717 arrestò Rob Roy MacGregor, che però riuscì a fuggire.

## Matrimoni

### Primo Matrimonio
Sposò, il 24 maggio 1683, Lady Katherine Douglas (24 ottobre 1662-11 gennaio 1707), figlia di William Douglas, duca di Hamilton e di Anne Hamilton, III duchessa di Hamilton. Ebbero dodici figli:
- John Murray, marchese di Tullibardine (6 maggio 1684-11 settembre 1709);
- Lady Anne Murray (21 maggio 1685-20 luglio 1686);
- Lady Mary Murray (28 settembre 1686-6 gennaio 1689);
- William Murray, marchese di Tullibardine (14 aprile 1689-9 luglio 1746);
- James Murray, II duca di Atholl (28 settembre 1690-8 gennaio 1764);
- Lord Charles Murray (24 settembre 1691-28 agosto 1720);
- Lady Katherine Murray (28 ottobre 1692-5 novembre 1692);
- Lord George Murray (23 agosto 1693-25 agosto 1693);
- Lord George Murray (4 ottobre 1694-11 ottobre 1760), sposò Amelia Murray, ebbero due figli;
- Lady Susan Murray (15 aprile 1699-22 giugno 1725), sposò William Gordon, II conte di Aberdeen, ebbero quattro figli;
- Lady Katherine Murray (25 aprile 1702-1710);
- Lord Basil Murray (29 dicembre 1704-febbraio 1712)[3].

### Secondo Matrimonio
Sposò, il 26 giugno 1710, Lady Mary Ross (26 dicembre 1688-17 gennaio 1767), figlia di William Ross, XII Lord Ross e Lady Agnes Wilkie. Ebbero otto figli:
- Lord John Murray (14 aprile 1711-26 maggio 1787), sposò Mary Dalton, ebbero una figlia;
- Lord Mungo Murray (agosto 1712-giugno 1714);
- Lord Edward Murray (9 giugno 1714-2 febbraio 1737);
- Lord Frederick Murray (8 gennaio 1716-aprile 1743);
- Lady Caroline Wilhelmina Murray (28 maggio 1718-maggio 1720);
- Lady Mary Murray (3 marzo 1720-29 dicembre 1795), sposò James Ogilvy, VI conte di Findlater, ebbero un figlio;
- Lady Amelia Anne Murray (20 aprile 1721-26 aprile 1721).

## Ascendenza
|                                   |                                    |                                  | Genitori                             |  |  | Nonni |  |  | Bisnonni                                 |  |  | Trisnonni                            |  |
|                                   |                                    |                                  |                                      |  |  |       |  |  | William Murray, II conte di Tullibardine |  |  | John Murray, I conte di Tullibardine |  |
|                                   |                                    |                                  |                                      |  |  |       |  |  | William Murray, II conte di Tullibardine |  |  | John Murray, I conte di Tullibardine |  |
|                                   |                                    | Catherine Drummond               |                                      |  |  |       |  |  | William Murray, II conte di Tullibardine |  |  |                                      |  |
| John Murray, I conte di Atholl    |                                    |                                  |                                      |  |  |       |  |  | William Murray, II conte di Tullibardine |  |  |                                      |  |
|                                   |                                    | Dorothea Stewart                 | John Stewart, V conte di Atholl      |  |  |       |  |  |                                          |  |  |                                      |  |
|                                   |                                    | Dorothea Stewart                 | John Stewart, V conte di Atholl      |  |  |       |  |  |                                          |  |  |                                      |  |
|                                   |                                    | Dorothea Stewart                 | Mary Ruthven                         |  |  |       |  |  |                                          |  |  |                                      |  |
| John Murray, I marchese di Atholl |                                    | Dorothea Stewart                 |                                      |  |  |       |  |  |                                          |  |  |                                      |  |
|                                   |                                    | Duncan Campbell, I baronetto     | Colin Campbell                       |  |  |       |  |  |                                          |  |  |                                      |  |
|                                   |                                    | Duncan Campbell, I baronetto     | Colin Campbell                       |  |  |       |  |  |                                          |  |  |                                      |  |
|                                   |                                    | Duncan Campbell, I baronetto     | Catherine Ruthven                    |  |  |       |  |  |                                          |  |  |                                      |  |
| Jane Campbell                     |                                    | Duncan Campbell, I baronetto     |                                      |  |  |       |  |  |                                          |  |  |                                      |  |
|                                   |                                    | Elizabeth Sinclair               | Henry Sinclair, V Lord Sinclair      |  |  |       |  |  |                                          |  |  |                                      |  |
|                                   |                                    | Elizabeth Sinclair               | Henry Sinclair, V Lord Sinclair      |  |  |       |  |  |                                          |  |  |                                      |  |
|                                   |                                    | Elizabeth Sinclair               | Elizabeth Forbes                     |  |  |       |  |  |                                          |  |  |                                      |  |
| John Murray, I duca di Atholl     |                                    | Elizabeth Sinclair               |                                      |  |  |       |  |  |                                          |  |  |                                      |  |
|                                   | William Stanley, VI conte di Derby | Henry Stanley, IV conte di Derby |                                      |  |  |       |  |  |                                          |  |  |                                      |  |
|                                   | William Stanley, VI conte di Derby | Henry Stanley, IV conte di Derby |                                      |  |  |       |  |  |                                          |  |  |                                      |  |
|                                   | William Stanley, VI conte di Derby | Margaret Clifford                |                                      |  |  |       |  |  |                                          |  |  |                                      |  |
| James Stanley, VII conte di Derby | William Stanley, VI conte di Derby |                                  |                                      |  |  |       |  |  |                                          |  |  |                                      |  |
|                                   |                                    | Elizabeth de Vere                | Edward de Vere, XVII conte di Oxford |  |  |       |  |  |                                          |  |  |                                      |  |
|                                   |                                    | Elizabeth de Vere                | Edward de Vere, XVII conte di Oxford |  |  |       |  |  |                                          |  |  |                                      |  |
|                                   |                                    | Elizabeth de Vere                | Anne Cecil                           |  |  |       |  |  |                                          |  |  |                                      |  |
| Amelia Sophia Ann Stanley         |                                    | Elizabeth de Vere                |                                      |  |  |       |  |  |                                          |  |  |                                      |  |
|                                   |                                    | Claude de La Trémoille           | Louis III de La Trémoille            |  |  |       |  |  |                                          |  |  |                                      |  |
|                                   |                                    | Claude de La Trémoille           | Louis III de La Trémoille            |  |  |       |  |  |                                          |  |  |                                      |  |
|                                   |                                    | Claude de La Trémoille           | Jeanne de Montmorency                |  |  |       |  |  |                                          |  |  |                                      |  |
| Charlotte de La Trémoille         |                                    | Claude de La Trémoille           |                                      |  |  |       |  |  |                                          |  |  |                                      |  |
|                                   |                                    | Charlotte Brabantina van Nassau  | Willem I van Oranje                  |  |  |       |  |  |                                          |  |  |                                      |  |
|                                   |                                    | Charlotte Brabantina van Nassau  | Willem I van Oranje                  |  |  |       |  |  |                                          |  |  |                                      |  |
|                                   |                                    | Charlotte Brabantina van Nassau  | Charlotte de Bourbon-Montpensier     |  |  |       |  |  |                                          |  |  |                                      |  |
|                                   |                                    | Charlotte Brabantina van Nassau  |                                      |  |  |       |  |  |                                          |  |  |                                      |  |